# Przełęcz Stachurowska
Przełęcz Stachurowska (854 m n.p.m.) – położona na granicy polsko-słowackiej przełęcz w Paśmie Babiogórskim między szczytami Czyżów Wierszka (Palkoč, 942 m) i Wajdów Gronia (Poprovka) (928 m). Wschodni stok przełęczy (polski) opada do potoku Przywarówka, w zachodni, słowacki stok wcina się potok Odumorkovka. Przez przełęcz nie biegnie żaden znakowany pieszy szlak turystyczny.
Polskie stoki przełęczy znajdują się w granicach wsi Lipnica Wielka w województwie małopolskim, w powiecie nowotarskim, w gminie Lipnica Wielka. W regionalizacji fizycznogeograficznej Polski według Jerzego Kondrackiego przełęcz znajduje się w Paśmie Babiogórskim w Beskidzie Żywieckim, w nowszej polskiej regionalizacji z 2018 roku należy do Beskidu Żywiecko-Orawskiego, w słowackiej są to Oravské Beskydy.